# Sarah Kanduth
Sarah Kanduth (* 13. Juli 1994) ist eine österreichische Tennisspielerin.

## Karriere
Kanduth spielt seit Mai 2022 Turniere auf der ITF Women’s World Tennis Tour, wo sie bislang aber noch keinen Titel gewinnen konnte.
2022 erreichte sie bei den Carinthian Open im Doppel zusammen mit Partnerin Marija Kostjuk das Viertelfinale. Bei der darauf folgenden Carinthian Ladies Lake’s Trophy II erhielt sie zusammen mit Partnerin Matilda Mutavdzic eine Wildcard für das Hauptfeld im Doppel. Die beiden scheiterten aber bereits in der ersten Runde gegen Caijsa Wilda Hennemann und Nika Radišić mit 2:6 und 2:6. Bei der Carinthian Ladies Lake’s Trophy III erhielt sie wieder eine Wildcard für das Doppelhauptfeld, diesmal wieder zusammen mit Marija Kostjuk. Die beiden verloren in der ersten Runde gegen Alena Fomina-Klotz und Dalila Jakupović mit 2:6 und 1:6.
Auch 2023 spielte sie wieder die österreichische Turnierserie der Carinthian Ladies Lake´s Trophy.
2003 bis 2008 spielte Kanduth beim Askö TC Fürnitz, 2009 bis 2011 beim TC VSV, 2012 bis 2016 beim Tennisclub Warmbad-Villach, 2017 bis 2022 für den TV Kraig und seit 2023 für den TC St. Andrä in der Landesliga.